# 埋鳞柳叶菜
埋鳞柳叶菜（学名：Epilobium williamsii）为柳叶菜科柳叶菜属下的一个种。